# Виробництво кави в Коста-Риці

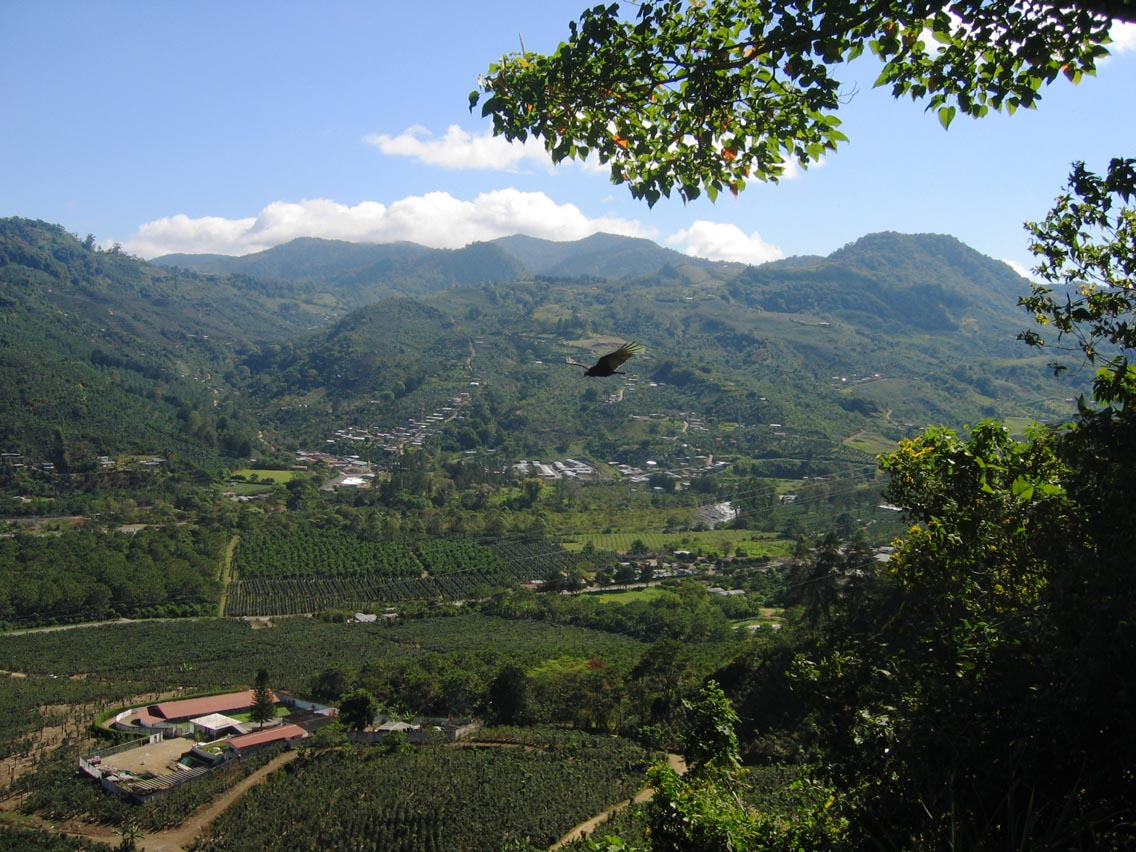
Плантація кави у долині Оросі

Виробництво кави стало одним з найважливіших моментів у історії Ко́ста-Ри́ки, і нині відіграє важливу роль у розвитку економіки країни. У 2006 році кава зайняла третю позицію серед експортних товарів Ко́ста-Ри́ки, поступившись експорту нафти, і друге місце — експорту бананів. До цього часу саме кава займала перше місце у рядку експортованих культур — протягом майже ста років. У 1997 році число робочих місць на фабриках, які виробляють каву, було збільшено на 28 %, і дохід від виробництва кави досяг рівня 20 % від загального показника валового національного доходу (валового національного продукту) Ко́ста-Ри́ки. Виробництво кави збільшилось з 1988 року на 100 000 тонн за 5 років, а до 1992 року продуктивність становила 168 000 тонн на рік.
Кава, вироблена в Ко́ста-Ри́ка, відрізняється підвищеним вмістом кофеїну, що дозволяє змішувати її з другими менш кофеїновмісними сортами. Власне Ко́ста-Ри́ка є єдиною країною у світі, яка може вирощувати «Арабіку» з дотриманням всіх вимог, що пред'являються до цього сорту. Це пов'язано з унікальними особливостями країни — рівнем кислотності і органічним складом ґрунту, а також кліматом та географічним положенням Ко́ста-Ри́ки, що ідеально підходить для кавових плантацій. Кавові зерна, що ростуть на схилах гір, відрізняються високою якістю і чудовими смаковими характеристиками в порівнянні з кавою, що виросла на рівнинних плантаціях. Клімат Ко́ста-Ри́ки має два основних сезону — вологий, під час якого відбувається виростання і дозрівання зерен, і сухий, коли підходить час збирати врожай.
Серед регіонів Ко́ста-Ри́ки, які вважаються максимально врожайними, де збирається максимальна кількість кавових зерен, слід зазначити Сан-Хосе, Алахуела, провінції Ередія, Пунтаренас і Картаго. Всього ж у Ко́ста-Ри́ки 8 основних «кавових» регіонів.
Кава, вироблена в цих регіонах, не тільки експортується практично в усі країни світу, та й забезпечує саму Ко́ста-Ри́ку.

## Історія кави в Ко́ста-Ри́ка
Виробництво кави в Ко́ста-Ри́ка бере початок ще у далекому 1779 році, у центральному регіоні країни, у місті Месета, що має оптимальне поєднання кліматичних умов і характеристик ґрунту для кавових плантацій.
Насіння «аравійського кави» імпортували з Ефіопії в Європу, звідки воно потрапило до Ко́ста-Ри́ки. Завдяки ініціативі Фелікса Веларде, священика, на початку 19 століття почалося культивування кави, і незабаром уряд Ко́ста-Ри́ки вирішило заохочувати виробництво кави в країні, пропонуючи земельні ділянки тим, хто вирішив зайнятися кавовими плантаціями. Таким чином колоніальний лад в Ко́ста-Ри́ка було перетворено в більш організоване виробництво, і кавові плантації стали стрімко зростати, але, тим не менш, з'являються «кавові барони» які зіграли важливу роль у нерівності між соціальними верствами населення.

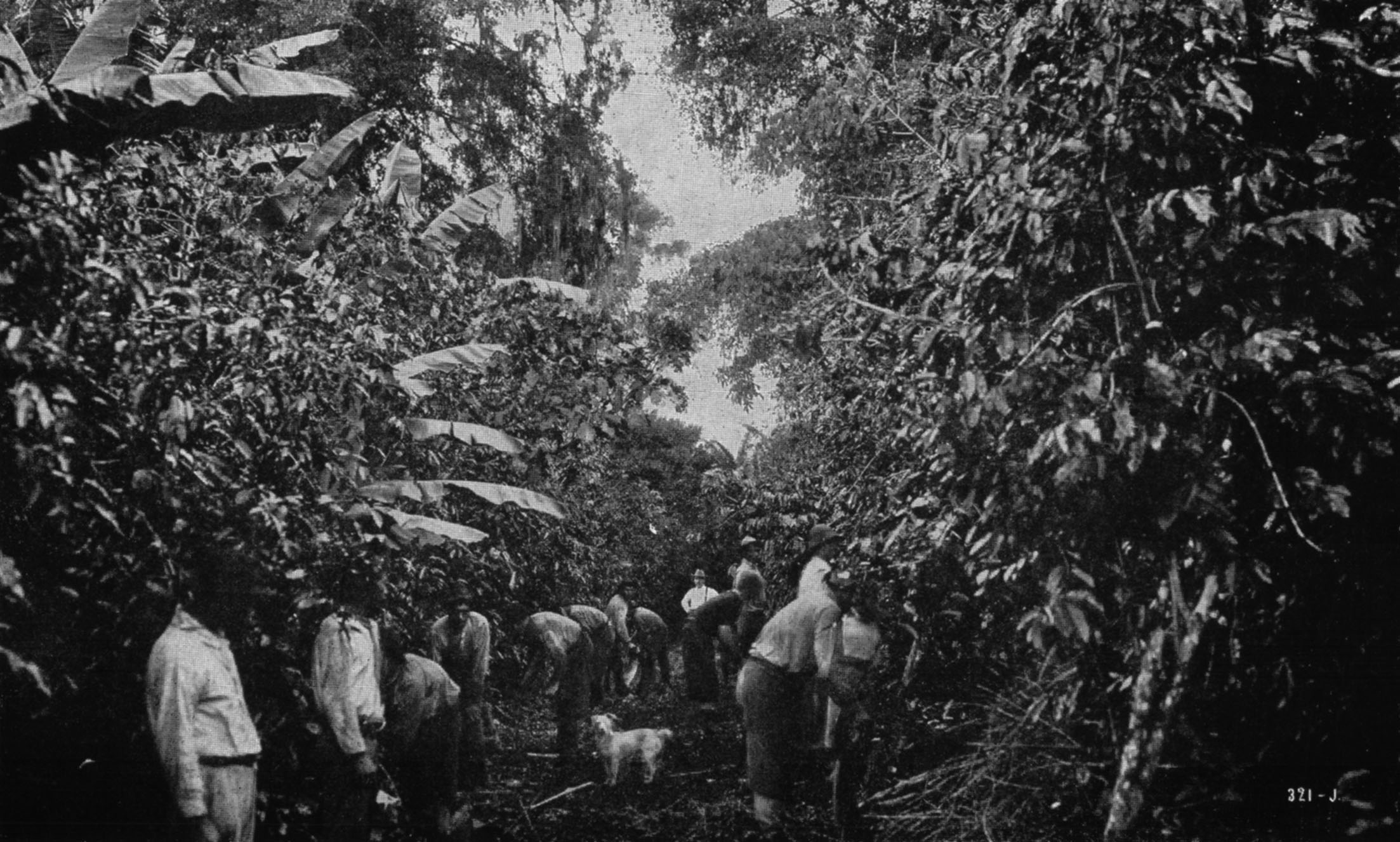
Робочі на плантації кави в Ко́ста-Ри́ка

Незабаром, вже в 1829 році, кава стала основним джерелом доходу Ко́ста-Ри́ки, обійшовши какао, тютюн та цукор.
Експорт кави здійснювався через кордон з Панамою, і не був перерваний у 1821 році, в момент, коли Ко́ста-Ри́ка приєдналася до інших країн Центральної Америки в боротьбі за незалежність від Іспанії. Але вже в 1832 році країна починає експортувати каву безпосередньо до Чилі, де зерна повторно пакували і переправлялись у Англію під назвою «Чилійська кава Вальпараїсо».
Невідомо, скільки ще років животіло б в тіні Чилі костариканське кавове виробництво, якби у 1943 році капітан англійського судна «Монарх», Вільям Ле Лашер Лайон, який перевозив вантаж з кавою в Англію, не розгледів би перспективність прямого співробітництва з костариканцем. Група експортерів-«невидимок» з Ко́ста-Ри́ки поставила перед капітаном непросту задачу — від нього вимагалося доставити кілька сотень фунтів кави безпосередньо в Лондон, що, безумовно, увінчалося успіхом — костариканська кава прославилась на весь світ. Слідом за Європою любов до костариканської кави підхопили й США.
Стрімке зростання кавової торгівлі, та ще й з залученням іноземних інвесторів, не могло не змінити вигляд країни, що була до того моменту всього лише скромною колонією. Зростання рівня життя в Ко́ста-Ри́ці підвищувалось у геометричній прогресії — так само, як зростала модернізація країни і зміцнювалась економіка.
Саме дохід від експорту кави дозволив Ко́ста-Ри́ка будувати перші залізничні колії, які зв'язали країну з узбережжям Атлантики, порти; дати можливість костариканцям здобувати освіту в Європі, і побудувати національний театр Ко́ста-Ри́ки, який є одним з найкращих театрів Центральної Америки і по сей день.
Таким чином, до середини 20 століття, кавове виробництво стало для Ко́ста-Ри́ки не просто економічно вигідною необхідністю, а й надавало плантаторам всі привілеї вищих верств суспільства. Через те, що вся економіка Ко́ста-Ри́ки була зосереджена на виробництві кави, будь-яке коливання цін на світовому ринку могло викликати нестабільність, вплинувши на економічну і політичну ситуацію в країні. Але, на щастя, ціни на каву на світових біржах залишались високими, і агропромисловість продовжувала розвиватись. У 1955 році уряд ввів експортний податок на каву. Період з 1950 по 1970 рр. можна по праву вважати найістотнішим в плані зростання і розвитку економіки в країні. Але, на жаль, в кінці 70-х років ціни на каву різко пішли вниз, вдаривши тим самим по до того успішній економічній ситуації. Незважаючи на подальше збільшення обсягу виробництва кави, зниження доходу відбувалось регулярно. Вже на початку 1980 років зовнішній борг Ко́ста-Ри́ки був настільки високий, що країна не могла виплачувати відсотки по ньому, оскільки інфляція продовжувала своє зростання, розмір державних доходів — падіння, а економіка зазнавала жорстокої кризи. Наприкінці 80-х — початку 90-х років минулого століття було зроблено декілька спроб створити квоти на експорт кави, за допомогою яких можна було б стабілізувати світові ціни продукту, але всі вони не увінчалися успіхом.

## Виробництво
В даний час виробництво кави в центральній частині країни, навколо Сан-Хосе, істотно скоротилося — у зв'язку з ростом міста і скороченням сільської зони.
Для роботи на плантаціях часто наймаються мігранти з Нікарагуа, оскільки ця робота виключно сезонна, і на жаль, низькооплачувана — за кошик зібраної кави сплачують приблизно півтора долара США. Що, втім, є середнім заробітком в інших секторах агропромисловості Ко́ста-Ри́ки.
Після збору кавові ягоди транспортуються на переробні підприємства, де їх миють і видаляють м'якуш навколо зерен. У Ко́ста-Ри́ка ці підприємства вважають найбільш прибутковими, але для навколишнього середовища процес видалення м'якуша несе негативні наслідки.
Після обробки зерен їх сортують за розміром і формою, потім висушують на прямих сонячних променях. На деяких фабриках природне обсушування замінили на більш технологічне. Після цього кава підлягає упаковці.

## Репутація
Костариканська кава дійсно визнана однією з найкращих у світі. Регіон Таррасу, що виробляє близько 33 % всієї кави Ко́ста-Ри́ки, знаменитий тим, що виробляє сорт кави «катурра» — за класифікацією зерен це клас «дуже тверде зерно», Strictly Hard Bean.
У 2012 році саме кава Tarrazú стала найдорожчим сортом кави за всю історію, проданим мережі кав'ярень Starbucks в США.
Міністерство Сільського господарства спільно з Інститутом Кави Ко́ста-Ри́ки щорічно проводять Національний День Кави. У фестивалі беруть участь різні виробники, найкращий з яких стає володарем нагороди «Кубок Досконалості», і отримує можливість продавати свою продукцію на міжнародному аукціоні.

### Основні регіони і сезони збору врожаю
Основні регіони кавових плантацій представлені в таблиці нижче. Кава найкращої якості виростає в високогірних районах, кава більш низької якості вирощується в долинах.
| Регіон                    | Висота           | Сезон врожаю        | Класифікація сирих кавових зерен, розмір зерен             |
| ------------------------- | ---------------- | ------------------- | ---------------------------------------------------------- |
| Плантації Західної Долини | 1200-1650 метрів | Листопад — Березень | Висока кислотність Екстра велике зерно Дуже сильний аромат |
| Tarrazú                   | 1200-1700 метрів | Грудень — Березень  | Висока кислотність Велике зерно Дуже сильний аромат        |
| Трес Ріос                 | 1200-1650 метрів | Грудень — Березень  | Висока кислотність Велике зерно Дуже сильний аромат        |
| Ороси                     | 900-1200 метрів  | Вересень — Лютий    | Середня кислотність Середнє зерно Середній аромат          |
| Брунка                    | 800-1200 метрів  | Серпень — Січень    | Нормальна кислотність Нормальне зерно Помірний аромат      |
| Турріальба                | 600-900 метрів   | Липень — Грудень    | Нормальна кислотність Дрібне зерно Середній аромат         |

## Вплив на навколишнє середовище

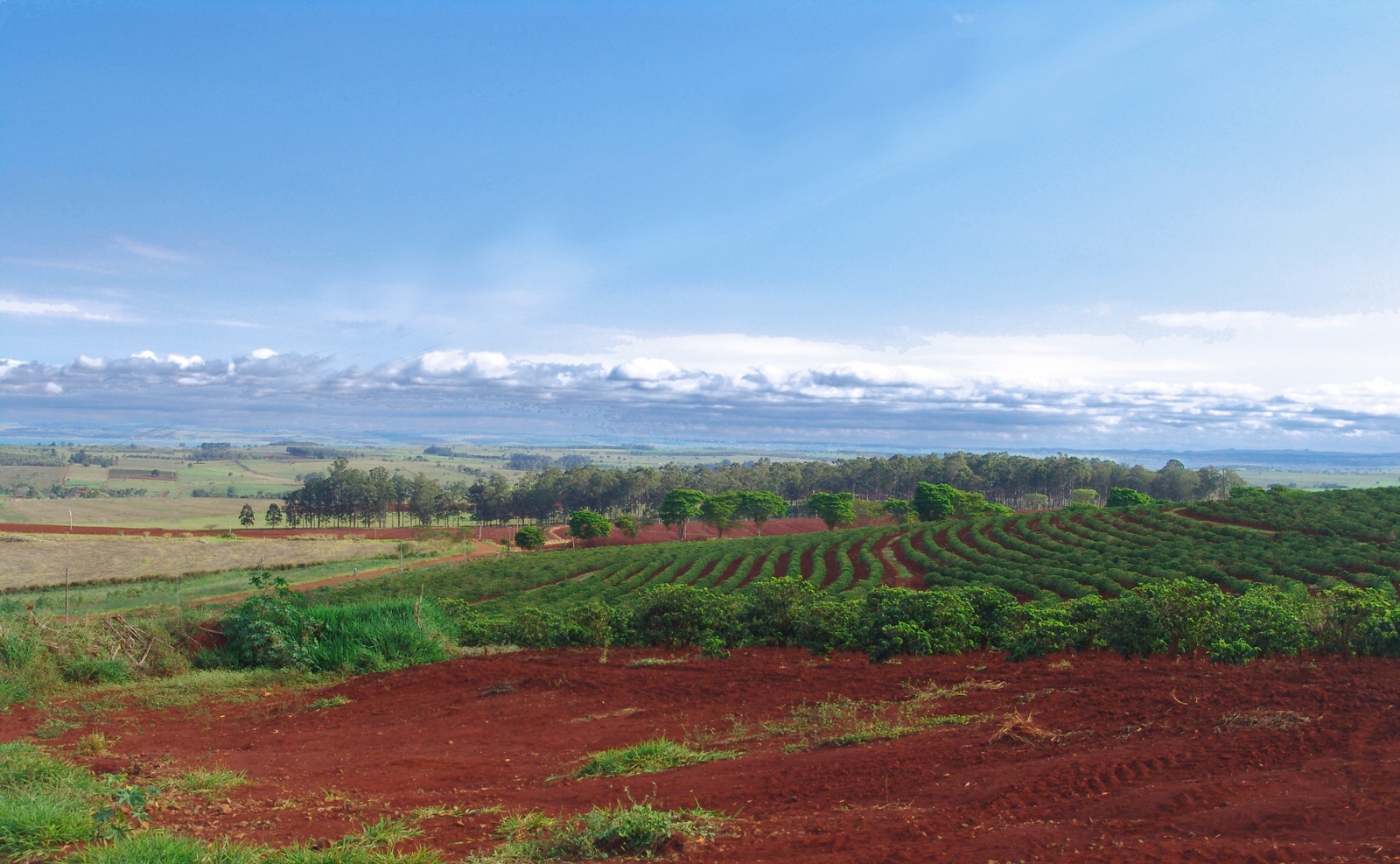
Виробництво кави може збільшити ризик ерозії ґрунту

Незважаючи на те, що виробництво кави — це основне джерело доходу на Ко́ста-Ри́ці, воно тягне за собою кілька проблем. Пов'язаних із забрудненням навколишнього середовища. Головна екологічна проблема - це забруднення річок під час процесу очищення зерен на підприємствах. Відходи від виробництва кави, що містять високий рівень кислоти, не тільки забруднюють джерела прісної води, але ще й порушують екосистему річок.
У 1995 році уряд Ко́ста-Ри́ки прийняв закон, згідно з яким відходи від виробництва кави слід утилізувати, згідно з регламентом. Деякі виробники намагались використовувати відходи як добриво для ґрунту, але цей внесок в охорону природи не може зрівнятись з тією шкодою, якої завдають при вирубці лісів для будівництва нових фабрик. Вирубка лісу почалася в далекому 1830 році, з початком культивації кави в центральному регіоні. Щорічно територію яку вирубували під плантації, збільшувалася, і лісові масиви втрачали до 4 % площі на рік, що не могло не позначитися на стані ґрунту в цілому.